# Фибула с Малышковского городища
Фибула с Малышковского городища — бронзовая подковообразная фибула I—III вв., найденная А. Р. Митрофановым при раскопках Малышковского городища, расположенного в 0,1 км к западу от села Малышки (Вилейский район Минской области) на высоком берегу реки Сервечь (правый приток Вилии). Хранится в коллекции Национального исторического музея Беларуси.

## Описание
Кольцо фибулы имеет треугольное сечение, на середине имеется рельефный выступ, концы завершаются небольшими дисками. В центре дисков круглые углубления, опоясанные кольцами-выемками, которые вместе с углублениями заполнены красной эмалью. Фибула с Малышковского городища — единственная украшенная таким образом находка с памятников культуры штрихованной керамики в Белоруссии. Такие фибулы находят в Литве, где они датируются серединой II века. Малышкинская находка, безусловно, привозная.